# Charaxes jasius
Charaxes jasius Linnaeus, 1767, conhecida pelos nomes comuns de borboleta-do-medronheiro ou imperador, é um lepidóptero da família Nymphalidae comum na bacia do Mediterrâneo e no norte de África.

## Descrição
A borboleta adulta tem uma envergadura de 65–75 mm nos machos e de 75–90 mm nas fêmeas.
Quando a temperatura do ar não desce a valores inferiores a 10 °C, o período de voo mantém-se durante todo o ano.
A planta hospedeira da lagarta é o medronheiro (Arbutus unedo).

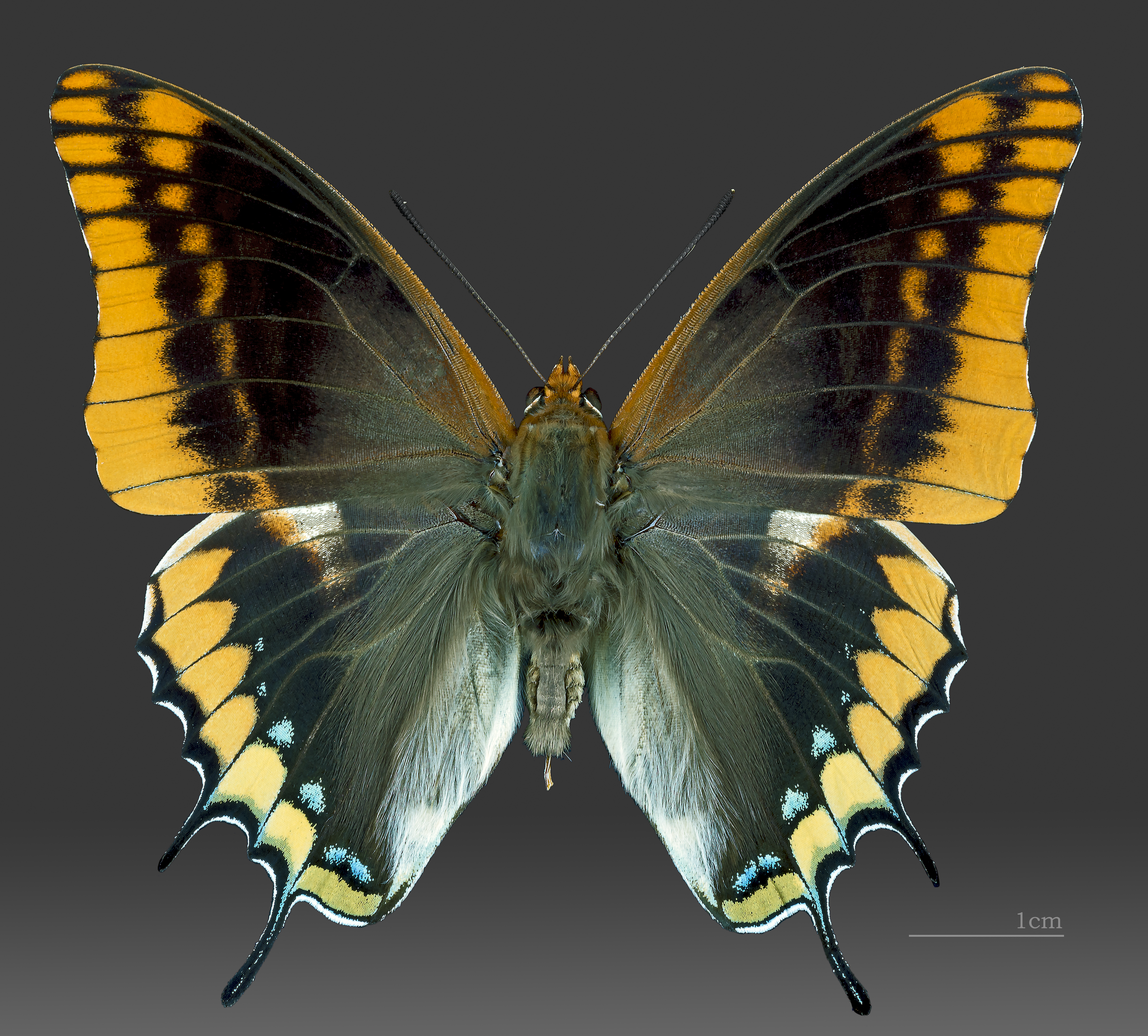
♂ MHNT
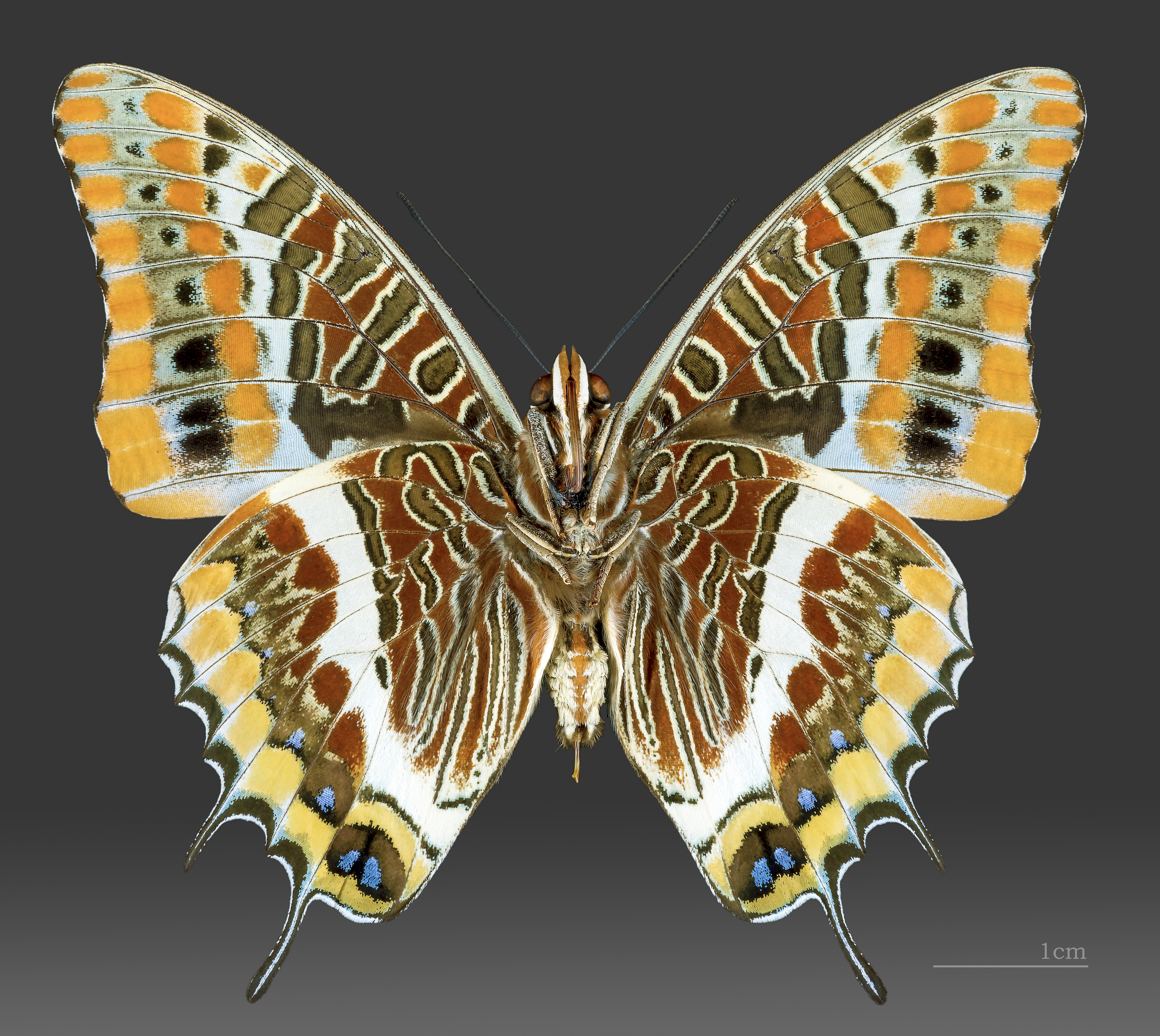
♂ △ MHNT
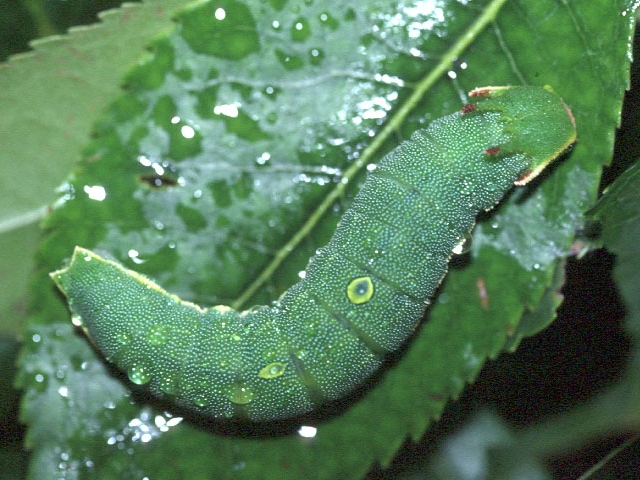
Lagarta
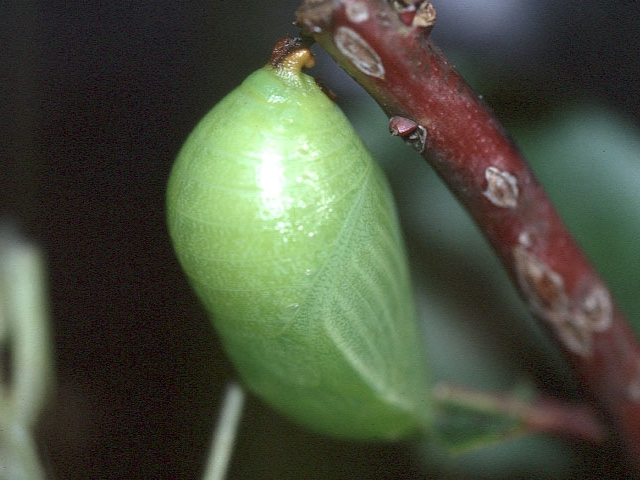
Crisálida